# Роберт Ейссен
Роберт Ейссен (нім. Robert Eyssen; 2 квітня 1892, Франкфурт-на-Майні — 31 березня 1960, Баден-Баден) — німецький військово-морський діяч, контрадмірал крігсмаріне (1 січня 1941). Кавалер Лицарського хреста Залізного хреста.

## Біографія
1 квітня 1911 року вступив у ВМФ. Пройшов підготовку на важкому крейсері «Ганза» (1912) і у військово-морському училищі (1913). Учасник Першої світової війни. 25 квітня 1914 року призначений на легкий крейсер «Карлсруе», потім плавав на легкому крейсері «Амазон» (1915-16), важкому крейсері «Імператриця Александра» (травень-липень 1916). З 1916 року служив на міноносці. У серпні 1918 року переведений в училище підводного флоту. Після демобілізації армії залишений на флоті. З 24 березня 1924 року — командир міноносця G8, з 24 вересня 1926 року — офіцер зв'язку в штабі 2-го військового округу в Штеттіні. З 30 вересня 1929 року — 1-й офіцер гідрографічного корабля «Метеор». 20 вересня 1930 року переведений в центральний апарат ВМС. З 26.9.1935 командир гідрографічного корабля «Метеор». 7 жовтня 1937 року призначений начальником Військового відділу Адміністративного управління ОКМ. Після початку Другої світової війни 1 грудня 1939 року отримав в командування допоміжний крейсер «Комет», з яким діяв на океанських комунікаціях союзників. 20 лютого 1942 року здав командування, а 20 березня був призначений офіцером зв'язку ВМС при командуванні 4-го повітряного флоту. З 18 серпня 1942 року — начальник Морського управління в Осло. 15 липня 1944 року очолив військове командування «Відень III». 30 квітня 1945 року звільнений у відставку.

## Нагороди
- Залізний хрест
  - 2-го класу (4 листопада 1914)
  - 1-го класу (12 липня 1920)
- Орден Церінгенського лева, лицарський хрест 2-го класу з мечами (19 вересня 1918)
- Почесний хрест ветерана війни з мечами (29 жовтня 1934)
- Медаль «За вислугу років у Вермахті» 4-го, 3-го, 2-го і 1-го класу (25 років; 2 жовтня 1936) — отримав 4 нагороди одночасно.
- Застібка до Залізного хреста 2-го і 1-го класу (25 грудня 1940) — отримав 2 нагороди одночасно.
- Нагрудний знак допоміжних крейсерів (1941)
- Лицарський хрест Залізного хреста (29 листопада 1941)